# Vaux-lès-Rubigny
Vaux-lès-Rubigny é uma comuna francesa na região administrativa de Grande Leste, no departamento das Ardenas. Estende-se por uma área de 3,92 km². Em 2010 a comuna tinha 48 habitantes (densidade: 12,2 hab./km²).